# Харм, Рей
Рей Харм (англ. Ray Harm; 9 ноября 1926, Рэндольф, Западная Виргиния — 9 апреля 2015, Аризона) — американский художник, известный своими картинами с изображениями диких животных, прежде всего птиц. Также внёс вклад в технологию продаж произведений искусства.

## Биография
Рей Аювил родился в округе Рандолф, Западная Вирджиния, где его отец был концертным скрипачом, лесником и травником-любителем. Когда родители Рея развелись и его мать вышла замуж за Уильяма Харма, мальчик получил фамилию отчима. В дальнейшем Рей Харм уехал из Западной Вирджинии подростком и стал ковбоем в западных штатах.
Во время Второй мировой войны служил в ВМС США, что позволило ему воспользоваться льготами по закону о демобилизованных военнослужащих для продолжения образования. Харм поступил в художественную школу и впоследствии стал художником. Продавая свои картины, Харм одновременно работал на стройке и тренировал цирковых лошадей, чтобы заработать на жизнь.
В 1961 году работы художника привлекли внимание Вуда Ханны — бизнесмена и коллекционера произведений искусства из Луисвилла (Кентукки). Сообща они придумали делать высококачественные копии с картин Харма, которые будут выпускаться ограниченным тиражом. Идея имела большой успех и родила новый маркетинговый подход к искусству, в дальнейшем принесший финансовый успех тысячам художников.
В 1963 году Харм получил место штатного художника в университете штата Кентукки. В дальнейшем он вёл еженедельную природоведческую колонку в газете Louisville Times и был популярным лектором. Он был также частым гостем на радио.
В последние годы жизни Харм жёстко критиковал художников, использовавших для своих живописных работ фотографии, проецируя изображения на холст и затем обрисовывая картинку. В дальнейшем это стало обычным методом в производстве копий ограниченного тиража. Сам Харм с гордостью заявлял, что для своих копий использовал собственные наброски с натуры и лишь для уточнения деталей пользовался моделями из музеев естественной истории.
В конце 1990-х годов Харм прекратил продажу копий своих работ, в общей сложности осуществив 195 выпусков. После этого он лишь иногда выполнял отдельные работы с целью сбора средств для различных организаций. Со своей женой Кэти он уехал из Кентукки и поселился на ранчо в штате Аризона. Его сын, Рей Харм-младший (более известный как «Хап»), живёт в Кентукки и продает копии с оригинальных произведений своего отца, которые не были частью его основной коллекции.
Архив Харма, включающий в себя гравюры, газетные вырезки, заметки на полях, черно-белые фотографии, каталоги выставок, анонсы галерей и 53 документа из его личной переписки, хранится в Филсоновском историческом обществе в Луисвилле. Харм умер в Сонойте (Аризона) 9 апреля 2015 года.

## Звания и отличия
- Харм был одним из 10 самых известных художников журнала Декор (Decor Magazine).
- Харм по версии Кентукки был «человеком года» в 1964 году.
- в 1962 году Рей Харм нарисовал семейство белоголовых орланов для президента Джона Ф. Кеннеди.